# Aruküla (Maidla)
Aruküla – wieś w Estonii, w prowincji Virumaa Wschodnia, w gminie Maidla.